# Katie Got Bandz
Katie Got Bandz (Chicago, 22 juli 1993) is een Amerikaans drillrapster. In 2011 verscheen haar eerste nummer I need a hitta op YouTube. Als een van de eerste rapsters in het genre drillrap wordt ze wel de drill queen genoemd. Het nummer Pop out  wordt door Mark Braboy van The TRiiBE tot de drillklassiekers gerekend. Hij plaatst haar op #2 in de top 10 van de invloedrijkste artiesten in de rapscene van Chicago in de jaren 2010.

## Biografie
Katie Got Bandz werd op 22 juli 1993 geboren in Chicago. Ze groeide op in de Ida B. Wells Homes, een socialewoningbouwproject in Bronzeville in het stadsdeel South Side. Haar vader belandde in de gevangenis toen zij twee jaar oud was. Ze studeerde biologie en een medische vooropleiding aan het Truman College.
Haar eerste nummer I need a hitta werd op 24 oktober 2011 op YouTube gepubliceerd en ging viraal. Toen de video gepubliceerd werd, zat zij zelf in de gevangenis.  Eerder verscheen ze in de videoclip van het nummer Go in van Shady. Haar optreden in de videoclip, waarin ze danst terwijl ze een klein pistool vasthoudt, leidde tot een meme. Katie Got Bandz staat tevens aan de basis van de meme thot ("that hoe over there").
In 2013 trad ze op tijdens het Fader Fort-feest, een onofficieel onderdeel van SXSW. Volgens Carrie Battan van Pitchfork kwam ze tijdens het optreden verlegen en onervaren over: "[S]he froze up, timidly shouting over a backing track like someone who'd lost a bet at a crowded karaoke bar".
In een interview met DJ Smallz kondigde Katie Got Bandz aan dat de mixtape Drillary Clinton 3 uit 2015 haar laatste drill zou zijn, waarna ze zou overstappen op andere muziekstijlen.

## Discografie

### Mixtapes
- Bandz and hittaz, 2012
- Drillary Clinton, 2013
- Drillary Clinton 2, 2014
- Coolin in Chiraq, 2014
- Zero to 39th, 2015
- Drillary Clinton 3, 2015
- Rebirth, 2019